# Giovanni Zerbini
Giovanni Zerbini SDB (ur. 29 grudnia 1927 w Chiari) – włoski duchowny rzymskokatolicki posługujący w Brazylii, salezjanin, w latach 1995-2003 biskup Guarapuava.

## Życiorys
Święcenia kapłańskie przyjął 29 czerwca 1956. 11 stycznia 1955 został prekonizowany biskupem Guarapuava. Sakrę biskupią otrzymał 19 lutego 1995. 2 lipca 2003 przeszedł na emeryturę.